# Oplismenus undulatifolius
Oplismenus undulatifolius là một loài thực vật có hoa trong họ Hòa thảo. Loài này được (Ard.) P. Beauv. mô tả khoa học đầu tiên năm 1812.

## Hình ảnh

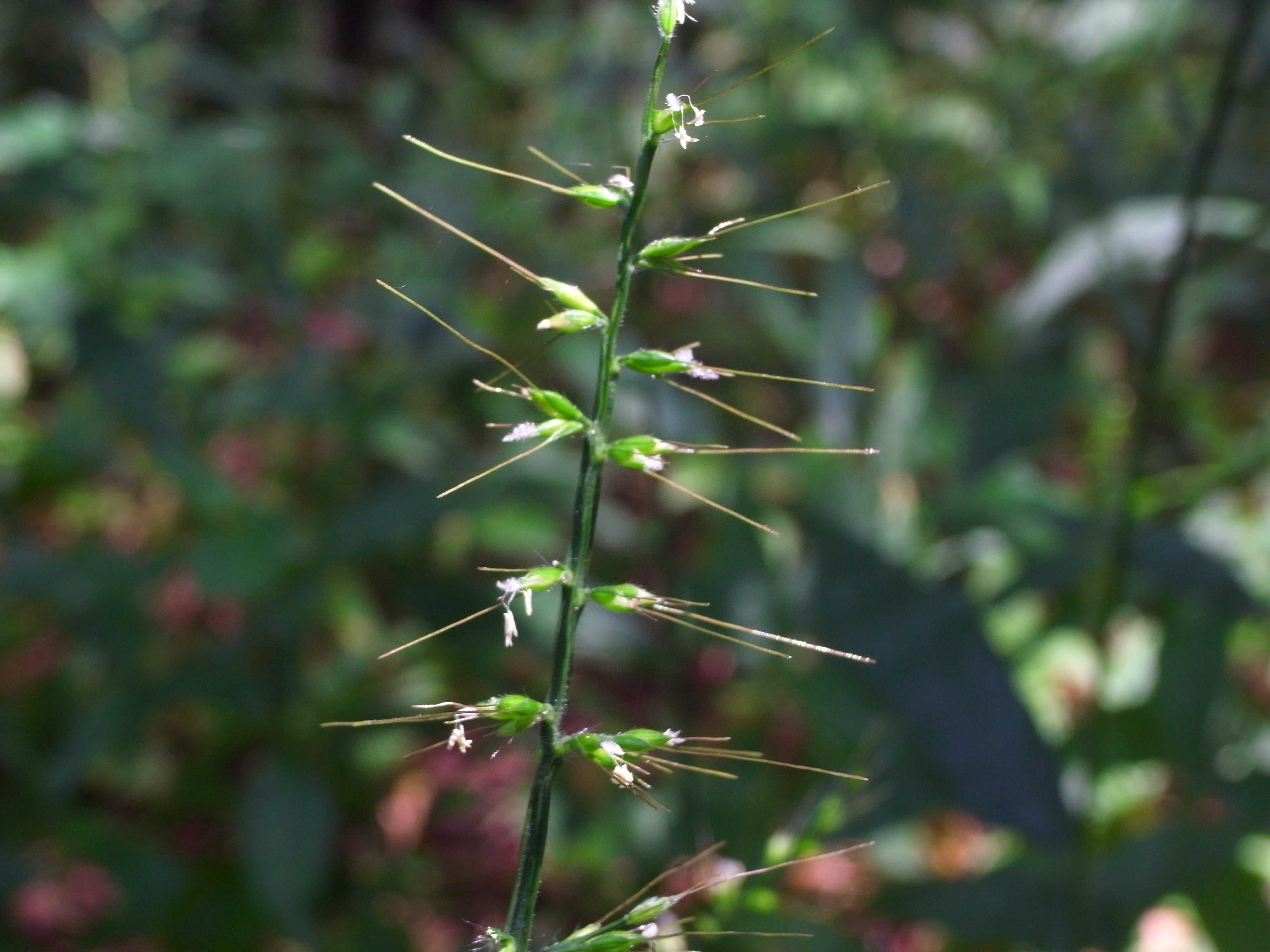
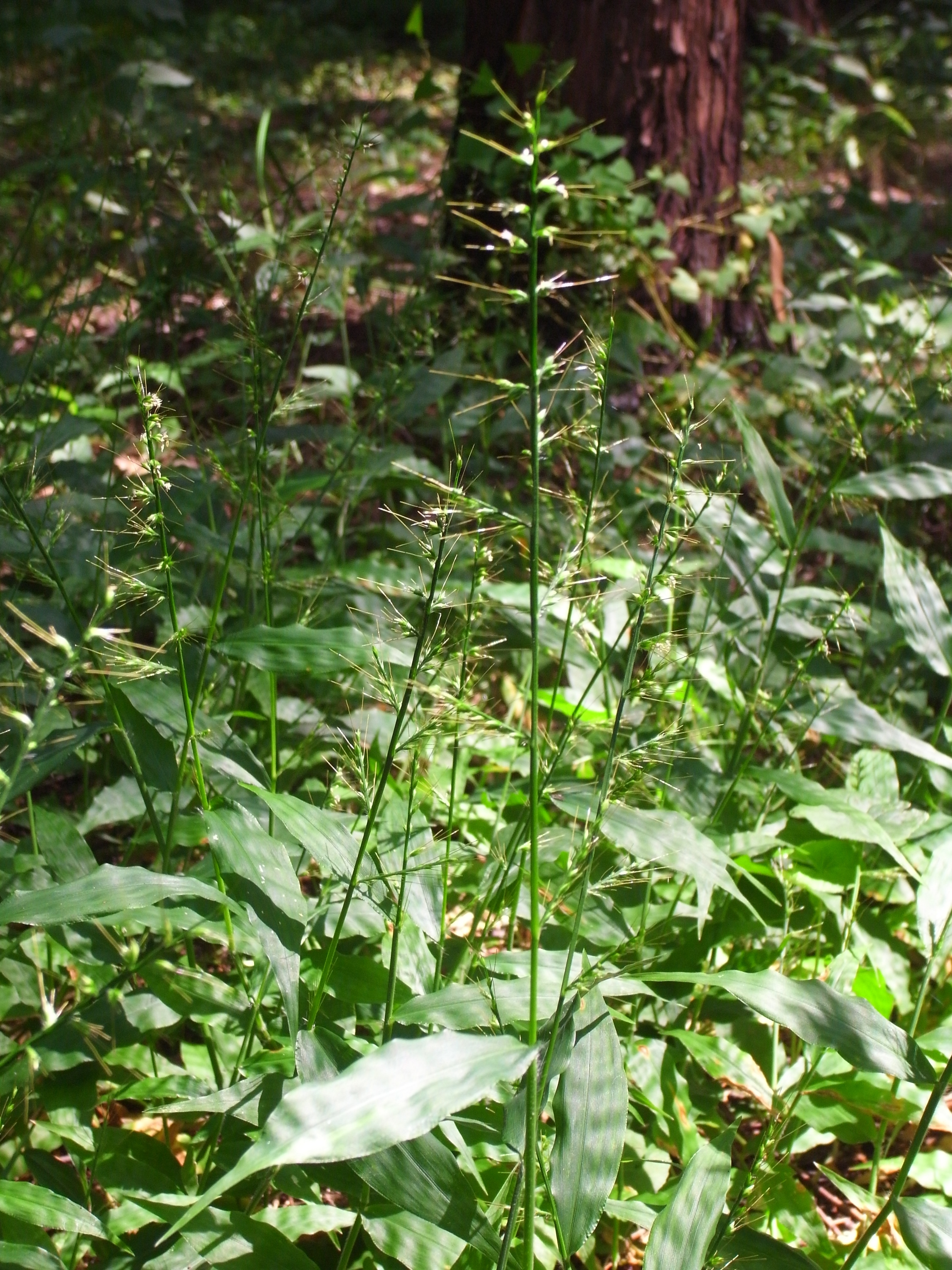
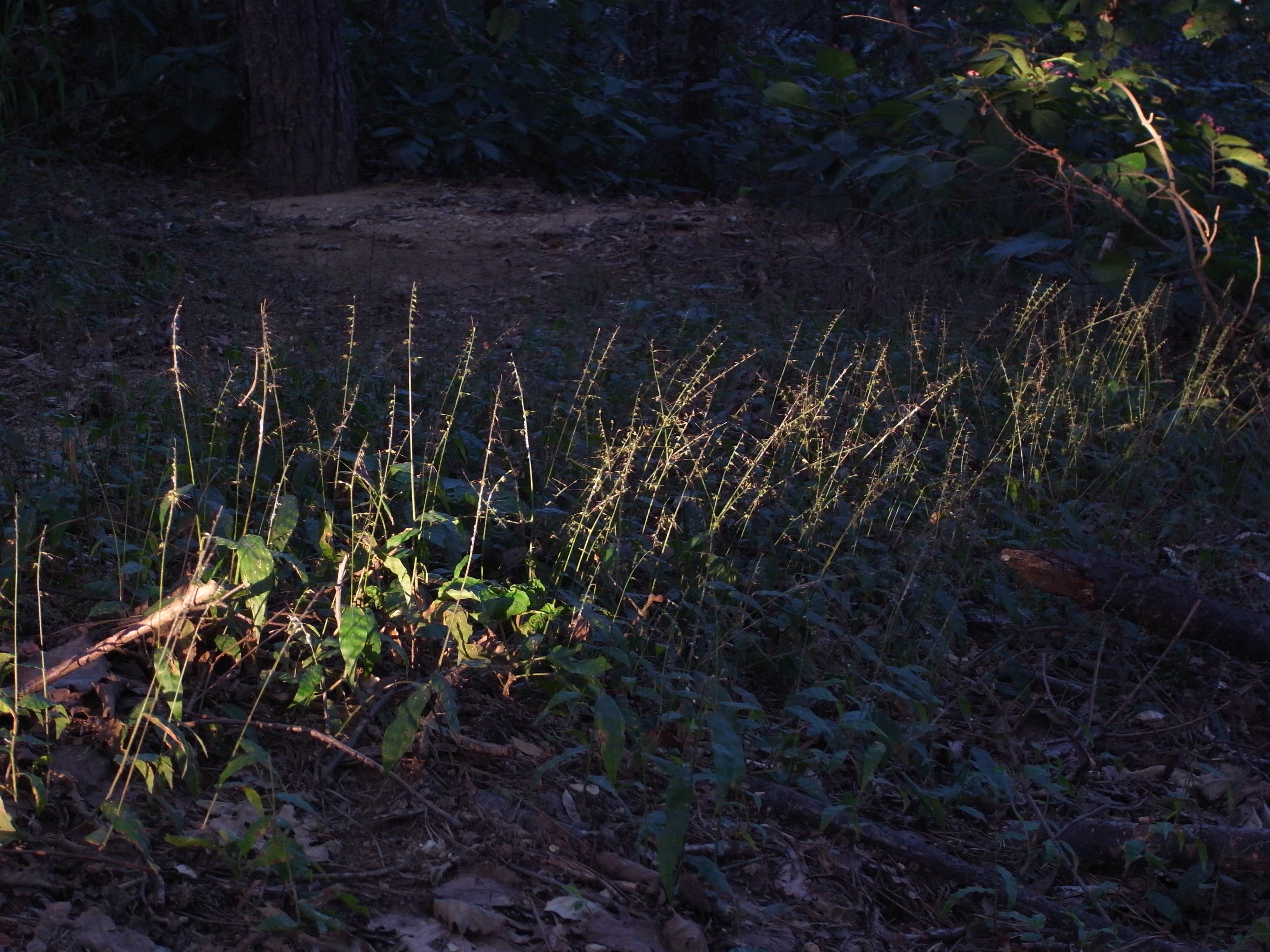
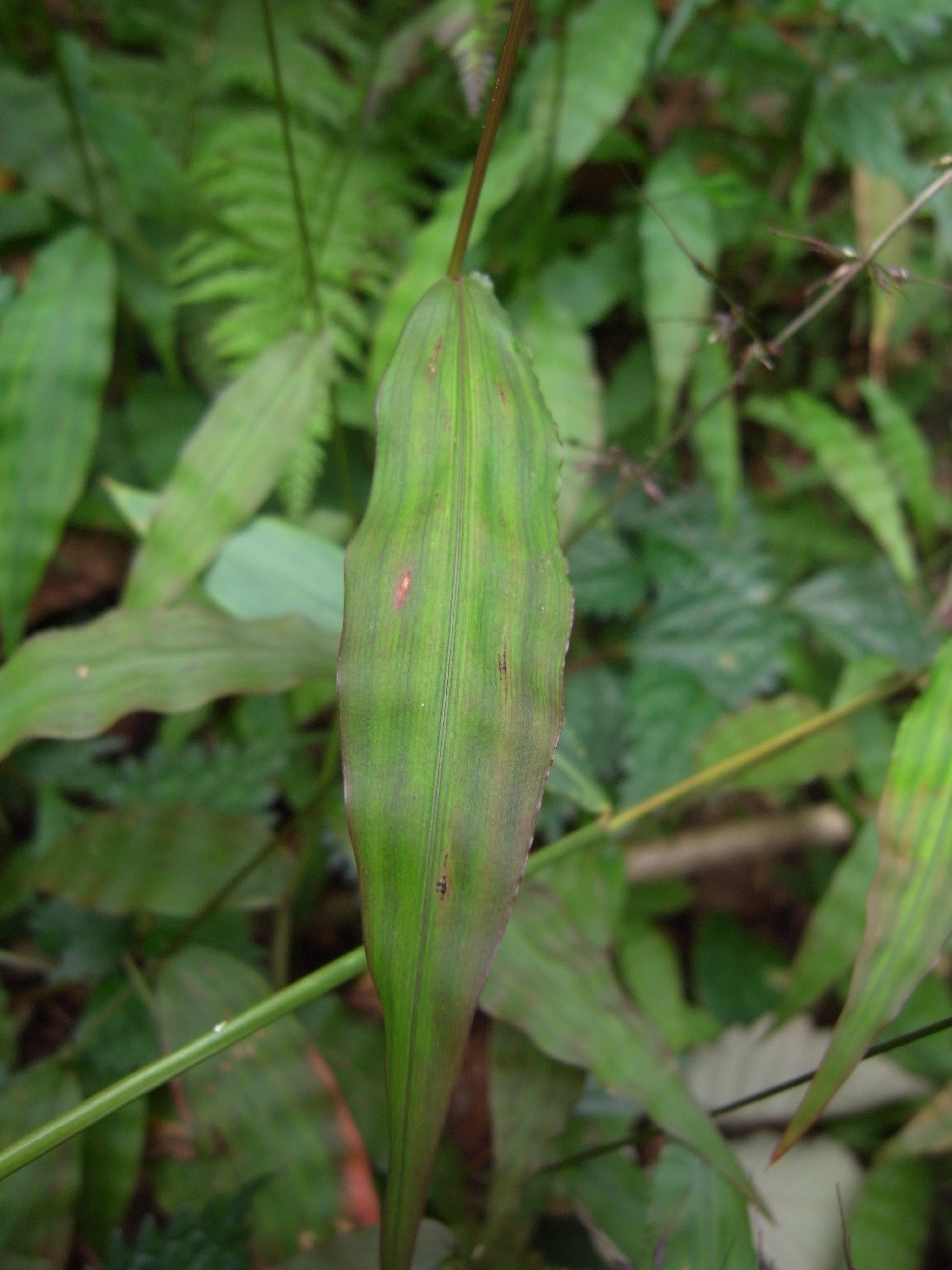